# Lasioglossum salinaecola
Lasioglossum salinaecola är en biart som först beskrevs av Heinrich Friese 1916.  Lasioglossum salinaecola ingår i släktet smalbin, och familjen vägbin. Inga underarter finns listade i Catalogue of Life.